# 施利克塞峰

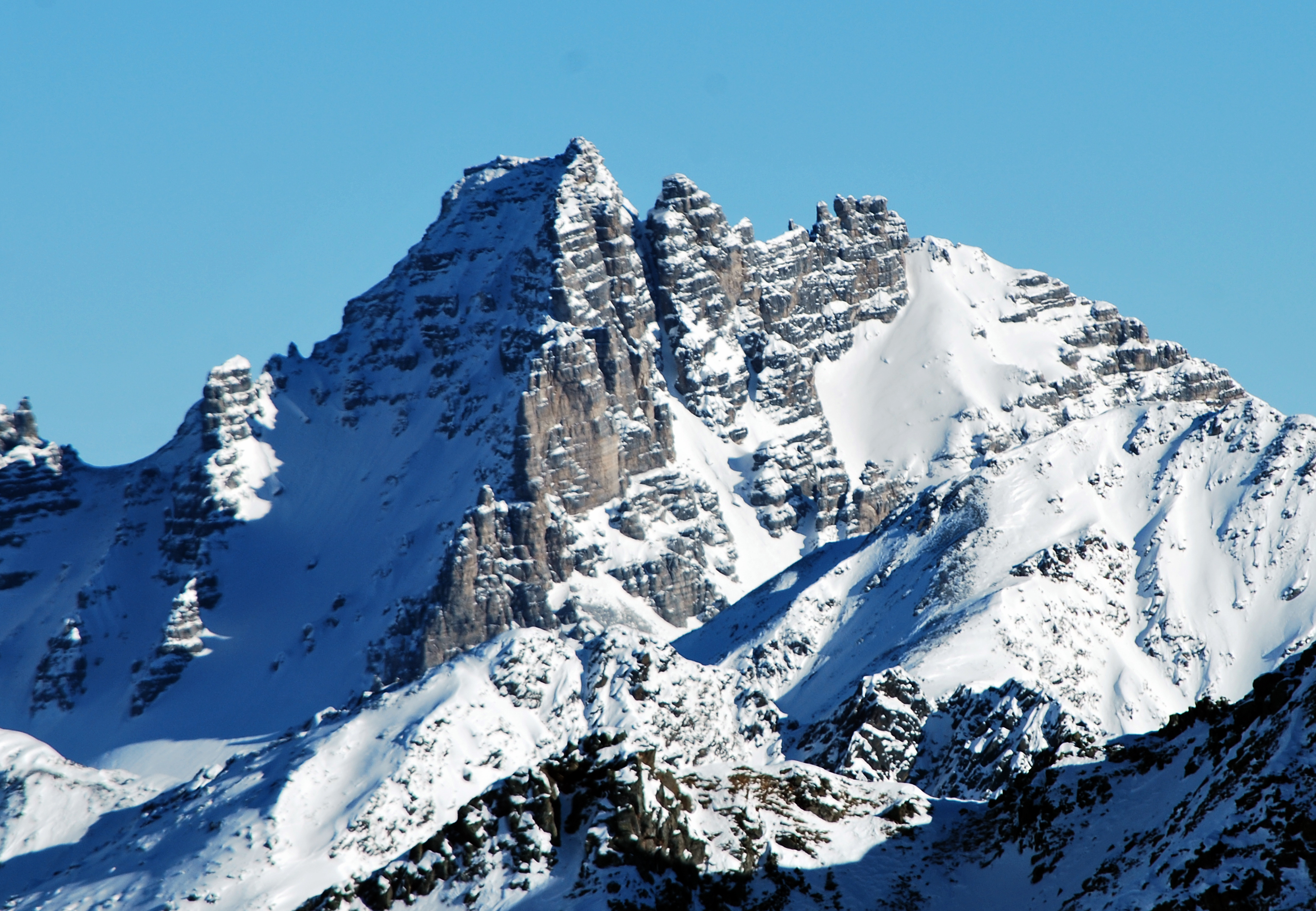

47°08′44″N 11°16′24″E / 47.14556°N 11.27333°E
施利克塞峰（德語：Schlicker Seespitze），是奥地利的山峰，位於該國西部，由蒂羅爾州負責管轄，屬於斯圖拜阿爾卑斯山脈的一部分，海拔高度2,804米，人類在1879年7月13日首次登頂。